# Tinghøj Vandtårn
Tinghøj Vandtårn bestod af i alt 4 vandtårne, ejet af Gladsaxe kommune. Hvert tårn bestod af en beholder med en kapacitet på 2000 m3, og var overdækket med en tagpapdækket betonkugleskål. De fire tårne blev bygget i etaper. Det første blev taget i brug i 1951, det næste i 1957 og det tredje og fjerde i 1965. Et tidligere tårn med en kapacitet på 160 m3 på stedet, fra starten af 1900-tallet, blev nedrevet i 1966. 
Vandet til beholderne oppumpedes fra Gladsaxe kommunes to vandværker i hhv. Bagsværd og Søborg samt fra Tinghøj Vandreservoir, som er ejet af Københavns Energi. 
Vandtårnene blev revet ned 30. november 2015 